# El Somni
El Somni — Le Rêve en francès — és un quadre de Jean Baptiste Édouard Detaille que va pintar el 1888 actualment al Museu Louvre-Lens, en préstec del Museu d'Orsay de París.

## Composició i temàtica
El Somni és una pintura militar de l'especialitat en la que Édouard Detaille era un expert. Representa a uns soldats francesos dormits en el seu campament. En concret, es tracta de joves reclutes de la Tercera República Francesa durant les maniobres d'estiu, probablement en Xampanya. Somien amb la glòria dels seus predecessors i prendre la seva venjança de la guerra francoprussiana de 1870. En una al·legoria patriòtica, es dibuixen en el cel, de manera voluntària no separats, els soldats de l'Any II i d'Austerlitz (Primera República Francesa i Primer Imperi Francès), del Trocadero i de l'expedició d'Alger (Restauració), els batallons de Magenta i de Solferino (Segon Imperi Francès), els supervivents de Gravelotte i de Reichshoffen (guerra del 1870).
Aquest tipus de gènere de pintura pertany a l'ambient boulangista de l'època, que mostra la nostàlgia de França victoriosa i unida, i un dels fonaments de la llegenda napoleònica, perquè posen totes les imatges del record d'una llunyana França mítica. Per a l'autor és una «presa de posició política directa», mostrant el seu suport al general Georges Boulanger i una celebració de l'exèrcit.

## Compra, exhibició i conservació
El govern francès ho va comprar el 1888, guardat en el Museu d'Orsay, va formar part de les col·leccions del museu de Luxemburg (1889-1926), del Museu de l'Exèrcit (1926-1986) i del Museu del Louvre (1986).
La pintura va ser exhibida el 1888 en el Saló d'artistes francesos de París -on l'autor va ser medallista-, a l'Exposició Universal de París (1889) i l'Exposició Universal de San Francisco (1915). La pintura va ser reproduïda a nombrosos mitjans de comunicació fins al final de la Primera Guerra Mundial.